# José Domingos Scarpelini
José Domingos Scarpelini (Apucarana, 23 de maio de 1950 – Curitiba, 5 de março de 2018) foi um político, deputado estadual e prefeito paranaense.
Foi vereador em Apucarana, no Paraná. Em 1974, foi eleito para o seu primeiro mandato como deputado estadual. No final dos anos 80, foi eleito prefeito de Apucarana (1989–1992). Também foi secretário especial do governo do Paraná no governo Roberto Requião e superintendente do Ibama.
Em 2018, Scarpelini morreu aos 67 anos no Hospital de Cruz Vermelha, em Curitiba, vitimado por um câncer que lutava há seis anos.